# کرشا
 کرشا  نام روستایی از توابع شهرستان خصب در شبه‌جزیره و استان مسندم در کشور پادشاهی عمان است. این روستا در کرانهٔ دریای عمان واقع شده‌است. 

## جمعیت
جمعیت آن ۶۸ نفر (12 خانوار) است که از اهل سنت و مالکی مذهب هستند.

## پیشه
پیشهٔ مردم این روستا کشاورزی است وباغ‌های مرکبات و نخل خرما در روستا فراوان است. ومنتوجات مختلف کشاورزی مانند: انار، پرتقال، نارنگی، لیمو ترش، لیمو شیرین، نارنج، باضافه خربزه، خیار، هندوانه،   همبا  ، نخل خرما، گوآوا، لوز، بادام، پاپای، موز، خیار و دیگر درختهای صیفی وشتوی می‌کارند.